# Seznam nizozemskih botanikov
Seznam nizozemskih botanikov.

## B
- Job Baster
- Martinus Beijerinck
- Carl Ludwig Blume
- K. ... B. Boedijn
- Herman Boerhaave
- Clemens Maria Franz von Bönninghausen
- Jan-Just Bos
- Jan Ritzema Bos

## C
- Jan Commelin

## E
- Frederik Willem van Eeden
- Frederik Endert

## G
- Jan Frederik Gronovius

## H
- Hans M. Heybroek
- Martinus Houttuyn

## I
- Jan Ingenhousz

## J
- Nikolaus Joseph von Jacquin
- Franz Wilhelm Junghuhn

## K
- Pieter Willem Korthals
- André Joseph Guillaume Henri Kostermans

## M
- Willem Meijer
- Friedrich Anton Wilhelm Miquel

## R
- Jacob Cornelis Matthieu Radermacher
- Caspar Georg Carl Reinwardt
- Hendrik van Rheede
- Hendrik van Rijgersma
- Georg Eberhard Rumphius
- Frederik Ruysch

## S
- Hermann Otto Sleumer

## T
- Melchior Treub

## V
- Rob Verpoorte
- Hugo de Vries
- Willem Hendrik de Vriese

## W
- Frits Went
- Hendrik Cornelius de Witt
- Heinrich Wullschlägel